# Dallwitz (Priestewitz)
 Dallwitz  ist eine zur Gemeinde Priestewitz gehörende Siedlung im Landkreis Meißen in Sachsen.

## Geografie und Verkehrsanbindung
Der 159 Hektar umfassende Ort liegt etwa drei Kilometer östlich des Kernortes Priestewitz. Der Hopfenbach, ein Nebenfluss der Schwarzen Elster, hat seine Quelle zwischen Dallwitz und Lenz.
Westlich verläuft die B 101. Weiter westlich fließt die Elbe. Eine Buslinie verbindet Dallwitz unter anderem mit Priestewitz und Großenhain.

## Geschichte

### Erste urkundliche Erwähnung und Ortsname
Eine erste urkundliche Erwähnung fand der Ort im Jahre 1272 als Daluwitz. Der Ortsname wird als Siedlung der Leute eines Dal gedeutet. Weitere Formen des Ortsnamens waren im Laufe der Zeit laut dem Digitalen Historischen Ortsverzeichnis von Sachsen (HOV) des Instituts für Sächsische Geschichte und Volkskunde (ISGV): Dalewitz (1288), Dalewicz, Dalwicz (1378),  Dalewicz (1406), Delwicz (1460), Dalwicz (1506), Dalbitz (1521), Dalwiz (1539) und schließlich Dallwitz im Jahre 1791.

### Weitere Entwicklung

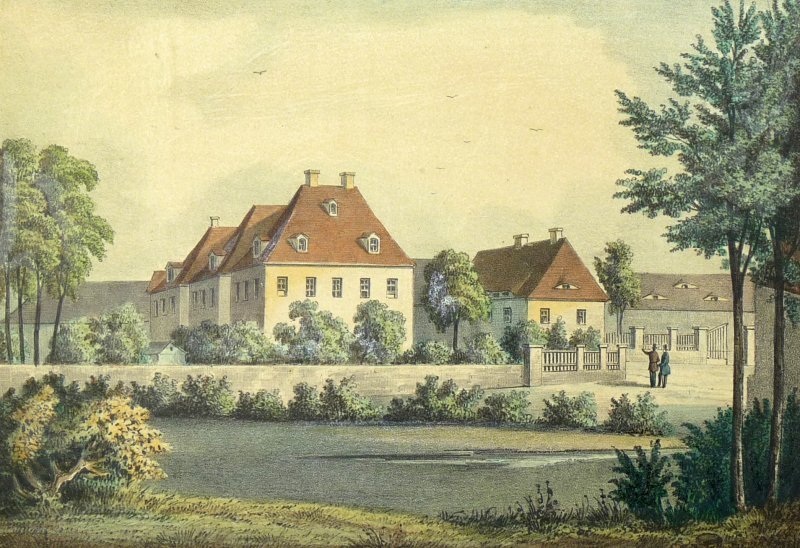
Herrenhaus Dallwitz (1856)

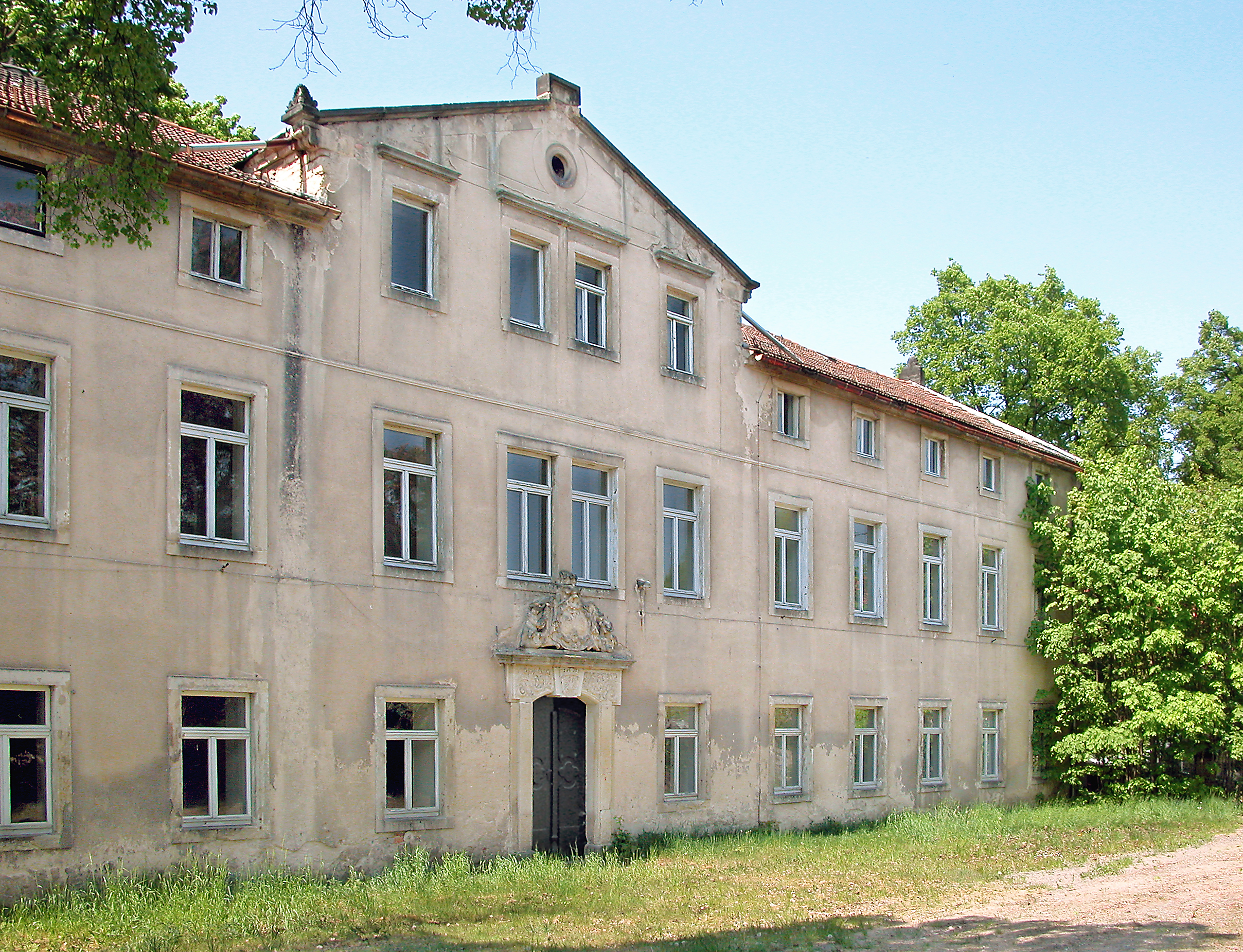
Schloss Dallwitz (Zustand 2007)

Angelegt wurde der Ort ursprünglich als gassendorfartige Gutssiedlung mit Gutsblockflur. Ursprünglich ein deutsches Kolonistendorf befand es sich später in kirchlichem Besitz. Es gab im Laufe der Jahrhunderte noch einige Besitzerwechsel. Die Siedlung war im Jahre 1378 der Burg Hayn untertänig. Um 1406 wird die Größe von Dallwitz mit 2 3⁄4 Hufen und zwei Gärten angegeben. Zu jener Zeit war die Ortschaft ein Amtsdorf von Hayn, wohin es auch Landbete zahlte. Eingemeindet war Dallwitz seit 1539 nach Lenz.
Das örtliche Rittergut gehörte im 16. Jahrhundert dem Adelsgeschlecht von Nischwitz, welches es im Jahre 1760 an Gottfried Herrmann Graf von Beichlingen veräußern. Von Beichlingen vereinigte es etwa um 1700 mit dem benachbarten Rittergut in Dobritzchen, dass er ebenfalls erstanden hatte. Weitere Besitzer waren in der Folgezeit unter anderem der Hof- und Justizrat von Schmidt, ein Baron von Kessinger, Hans Sigmund von der Pforte und Eduard von der Becke.
Um 1840 waren hier neben dem Rittergut noch 3 Bauernhöfe, 3 weitere Häuser, 2 herrschaftliche Drescherwohnungen und eine erblich Wasser- und Teichmühle mit insgesamt 76 Einwohnern vorhanden. Um 1901 kam Dallwitz zusammen mit Dobritzchen in den Besitz des Kriegsministeriums, welches hier ein Remontegut errichtete und später schließlich in staatlichen Besitz.
Dallwitz wurde 1960 in die Nachbargemeinde Lenz eingemeindet, welche am 1. Januar 1999 in der Gemeinde Priestewitz aufging. Am 1. November 2003 wurde Dallwitz, ebenso wie Dobritzchen, als selbständiger Gemeindeteil von Priestewitz gestrichen.

## Kultur und Sehenswürdigkeiten
Erhalten geblieben ist in Dallwitz unter anderem das Herrenhaus des einstigen Rittergutes. Das zweigeschossige Gebäude entstand im Jahre 1710. Seine heutige Gestalt erhielt es durch Umbauarbeiten im 19. Jahrhundert. Es steht in der Gegenwart, wie der angrenzende ehemalige Gutspark unter Denkmalschutz.
Unter Denkmalschutz steht auch das in der Nähe befindliche einstige Mühlenwohnhaus mit einem dazugehörigen Seitengebäude. Beide entstanden zum Teil in Fachwerkbauweise im 19. Jahrhundert.
Ein weiteres Baudenkmal ist eine historische Steinbogenbrücke mit Natursteinbrüstung über den Hopfenbach. Diese befindet sich ebenso auf der örtlichen Denkmalliste.